# Finhaut
Finhaut is een gemeente en plaats in het Zwitserse kanton Wallis, en maakt deel uit van het district Saint-Maurice.
Finhaut telt 447 inwoners.
Op 20 juli 2016 was Finhaut de aankomstplaats voor de 17e etappe van de Tour de France. De Rus Ilnoer Zakarin won deze rit.